# Alejandro Mercado
Alejandro Julio Mercado Aguilar (Cuernavaca, Morelos, 4 de septiembre de 1983) es un futbolista mexicano. Juega de defensa y su primer equipo fue el Club León. Su equipo es el Club Irapuato del Ascenso MX.

## Trayectoria
Debutó en la Primera División en la derrota como local del Atlante 0-2 ante el Monterrey, en partido correspondiente a la Jornada 8 del Torneo de Apertura 2005.

### Clubes
| Club                   | País          | Año           | Partidos | Anotado | Media |
| ---------------------- | ------------- | ------------- | -------- | ------- | ----- |
| Club León              | México        | 2003 - 2004   | 33       | 1       | 0.03  |
| Querétaro Fútbol Club  | México        | 2004 - 2005   | 29       | 0       | 0     |
| Club de Fútbol Atlante | México        | 2005          | 1        | 0       | 0     |
| Club León              | México        | 2005 - 2006   | 21       | 1       | 0.05  |
| Tecos de la UAG        | México        | 2006          | 1        | 0       | 0     |
| Tecos A (Cárnet)       | México        | 2006          | 11       | 0       | 0     |
| Correcaminos de la UAT | México        | 2007          | 17       | 0       | 0     |
| Lobos de la BUAP       | México        | 2007          | 13       | 2       | 0.15  |
| Potros Chetumal        | México        | 2008 - 2009   | 23       | 0       | 0     |
| Atlante UTN            | México        | 2009 - 2010   | 42       | 1       | 0.02  |
| Club de Fútbol Atlante | México        | 2010          | 2        | 0       | 0     |
| Dorados de Sinaloa     | México        | 2011          | 26       | 2       | 0.08  |
| Club Necaxa            | México        | 2012 - 2013   | 30       | 0       | 0     |
| Alebrijes de Oaxaca    | México        | 2013          | 9        | 1       | 0.11  |
| Club Irapuato          | México        | 2014 - 2015   | 18       | 0       | 0     |
| Total carrera          | Total carrera | Total carrera | 276      | 8       | 0.03  |